# Warren Foegele
Warren Foegele, född 1 april 1996, är en kanadensisk professionell ishockeyforward som är kontrakterad till Carolina Hurricanes i National Hockey League (NHL) och spelar för deras primära samarbetspartner Charlotte Checkers i American Hockey League (AHL). Han har tidigare spelat på lägre nivåer för Kingston Frontenacs och Erie Otters i Ontario Hockey League (OHL) och New Hampshire Wildcats (University of New Hampshire) i National Collegiate Athletic Association (NCAA).
Foegele draftades i tredje rundan i 2014 års draft av Carolina Hurricanes som 67:e spelare totalt.

## Statistik
| 2014–2015   | New Hampshire Wildcats | NCAA        | 34  | 5  | 11 | 16  | 26 | —  | —  | —  | —  | —  |
| 2015–2016   | New Hampshire Wildcats | NCAA        | 5   | 0  | 1  | 1   | 4  | —  | —  | —  | —  | —  |
|             | Kingston Frontenacs    | OHL         | 52  | 13 | 35 | 48  | 44 | 9  | 8  | 2  | 10 | 12 |
| 2016–2017   | Kingston Frontenacs    | OHL         | 28  | 11 | 20 | 31  | 20 | —  | —  | —  | —  | —  |
|             | Erie Otters            | OHL         | 33  | 16 | 16 | 32  | 20 | 22 | 13 | 13 | 26 | 25 |
| 2017–2018   | Carolina Hurricanes    | NHL         | 2   | 2  | 1  | 3   | 0  | —  | —  | —  | —  | —  |
|             | Charlotte Checkers     | AHL         | 73  | 28 | 18 | 46  | 40 | 3  | 0  | 2  | 2  | 2  |
| NHL totalt  | NHL totalt             | NHL totalt  | 2   | 2  | 1  | 3   | 0  | —  | —  | —  | —  | —  |
| AHL totalt  | AHL totalt             | AHL totalt  | 73  | 28 | 18 | 46  | 40 | 3  | 0  | 2  | 2  | 2  |
| OHL totalt  | OHL totalt             | OHL totalt  | 113 | 40 | 71 | 111 | 84 | 31 | 21 | 15 | 36 | 37 |
| NCAA totalt | NCAA totalt            | NCAA totalt | 39  | 5  | 12 | 17  | 30 | —  | —  | —  | —  | —  |